# 曼谷愛侶灣君悅酒店

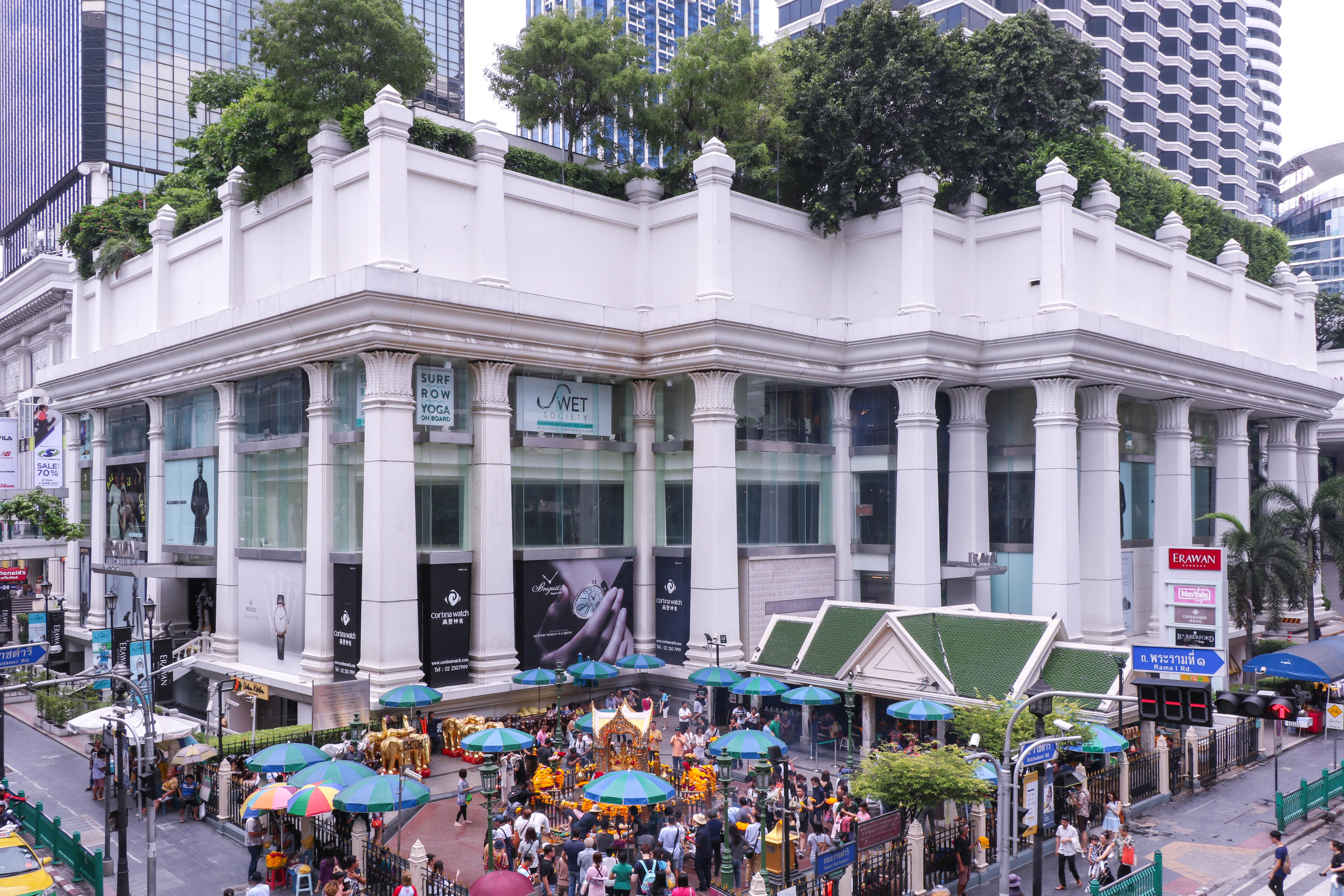

曼谷愛侶灣君悅酒店（Grand Hyatt Erawan Bangkok）是泰國曼谷的一家高檔酒店，開業於1991年，取代之前的政府所有的愛侶灣酒店。這座酒店由愛侶灣集團和泰國政府所有，但由凱悅酒店集團管理運營。酒店緊鄰伊拉旺神壇（四面佛）。

## 外部連結
- Hotel page at Hyatt official website 的存檔，存档日期2022-05-23.
- Hotel page at The Erawan Group official website （页面存档备份，存于）

13°44′36″N 100°32′26″E / 13.74333°N 100.54056°E